# Семенов Микола Іванович
Микола Іванович Семенов (24 липня 1934, місто Мінусінськ, тепер Красноярського краю, тепер Російська Федерація — ?) — радянський діяч, 1-й секретар Грозненського міського комітету КПРС Чечено-Інгуської АРСР, секретар ЦК КП Киргизії. Депутат Верховної ради Киргизької РСР.

## Життєпис
Народився в місті Мінусінську Красноярського краю (за іншими даними — на території сучасної Луганської області).
Закінчив Таганрозький радіотехнічний інститут Ростовської області.
Після закінчення інституту працював завідувачем лабораторії надвисоких частот ТРТІ.
Член КПРС. 
Перебував на відповідальній комсомольській та партійній роботі в місті Таганрозі: 1-й секретар Ленінського районного комітету ВЛКСМ міста Таганрогу, 1-й секретар Таганрозького міського комітету ВЛКСМ.
Потім — 1-й секретар Октябрського районного комітету КПРС (?).
До 1976 року — завідувач відділу організаційно-партійної роботи Чечено-Інгуського обласного комітету КПРС.
У 1976—1985 роках — 1-й секретар Грозненського міського комітету КПРС Чечено-Інгуської АРСР.
13 грудня 1985 — 28 липня 1989 року — секретар ЦК КП Киргизії.
У 1989—1991 роках — завідувач сектору республік Середньої Азії та Казахстану організаційного відділу ЦК КПРС.
У 1991—1995 роках — заступник генерального директора акціонерного товариства «Матрікс».
З січня 1995 до березня 1996 року — начальник територіального управління Федеральних органів виконавчої влади Російської Федерації в Чеченській Республіці (в ранзі заступника голови уряду Російської Федерації).
Подальша доля невідома. 

## Нагороди
- орден Жовтневої Революції
- два ордени Трудового Червоного Прапора
- медалі